# Волго-Вятский институт Московского государственного юридического университета
Волго-Вятский институт (филиал) Университета имени О. Е. Кутафина (МГЮА) — федеральное государственное бюджетное образовательное учреждение высшего образования, единственный специализированный юридический вуз в Кировской области.
Является одним из филиалов Московского государственного юридического университета.
По данным на сентябрь 2022 года, в Университете обучалось около 1600 студентов.
Главное здание находится на улице Ленина д. 99. Также имеются корпуса на улице Московская, д. 30 и Ивана Попова, д. 33

## История Университета
К началу 70-х годов в области остро ощущался дефицит профессиональных юридических кадров. В 1971 году на базе педагогического института был создан учебно-консультационный пункт Всесоюзного юридического заочного института (ВЮЗИ).
В 1988 году учебно-консультационный пункт был преобразован в факультет, а уже в 1998 году в филиал, реализующий различные программы юридического образования.
Со временем расширяясь, филиал с 1994 года открыл отделение целевой подготовки, а с 1996 года начал реализовывать программы очного образования. К началу нового тысячелетия в заведении обучалось около 1200 студентов.
4 декабря 2008 года — ушел из жизни О. Е. Кутафин, ученый-правовед, президент головной Московской государственной юридической академии. В следующие дни был принят Указ Президента Российской Федерации «Об увековечении памяти О. Е. Кутафина», закрепивший за московским университетом его имя. В 2009 году, вслед за головным университетом, филиалу также было дано имя академика.
В 2012 году Правительством Кировской области институту был передан большой учебный комплекс по улице Ленина.
В 2021 году отмечалось 50-летие филиала. Было создано отделение среднего профессионального образования, открыто подразделение Военного учебного центра.
В 2022 году для повышения эффективности образования, подготовки квалифицированных юристов, развития правовой грамотности, государственная инспекция труда в Кировской области совместно с Ассоциацией юристов России создали на базе Университета «Лабораторию трудового права».

## Современное состояние
В настоящее время институт имеет более 1 600 студентов, 8 кафедр. Реализуются программы бакалавриата, магистратуры, среднего профессионального образования.
За время существования Волго-Вятского института подготовлено более 15 тысяч юристов, которые занимают большую часть юридических вакансий в судах, органах прокуратуры, МВД, ФСБ, государственных и муниципальных органах власти, нотариате, адвокатуре, юридических службах предприятий, организаций и учреждений.
В филиале работают около 50 штатных преподавателей, из которых 80 % имеют ученые степени кандидата и доктора наук, научные звания доцента или профессора. В институте также преподают бывшие и действующие сотрудники правоохранительных и судебных органов Кировской области.
Университет участвует в общественной жизни города. Преподаватели оказывают консультативную помощь местным органам власти в их правотворческой и правоприменительной работе. В Институте работает студенческая юридическая клиника — центр бесплатной юридической помощи для социально незащищенных слоев населения. Ежегодно в стенах вуза проводятся мероприятия по повышению правовой грамотности населения.
В Институте имеются компьютерные классы, криминалистическая лаборатория, библиотека по юридической литературе, спортивный и тренажерный залы.
На базе института проводится ежегодная международная научно-практическая конференция «Неволинские чтения», участниками которой становились Губернатор Кировской области, председатель Законодательного Собрания, ректор головного Университета и сопредседатель Ассоциации юристов России Виктор Блажеев, представители органов государственной власти и местного самоуправления, правоохранительных и судебных органов, общественных организаций, преподаватели и студенты высших учебных заведений.
В 2014 году Университет получил свидетельство об общественной аккредитации качества юридического образования Ассоциации юристов России.

## Кафедры
На текущий момент институт имеет 8 кафедр:
- Общегуманитарных и социально-экономических дисциплин
- Государственно-правовых дисциплин
- Гражданского и семейного права
- Уголовно-процессуального права и криминалистики
- Уголовного права и криминологии
- Трудового и предпринимательского права
- Теории и истории государства и права
- Гражданского и административного процесса

## Руководство
- Кочои Самвел Мамадович (1994—2012)
- Благодир Алла Леонтьевна (2012, и. о.)
- Шаклеин Николай Иванович (2012—2019)
- Плотников Александр Викторович (с 2019 года)

## Известные выпускники
Среди известных выпускников значатся:
- Кощеев Альберт Валерьевич — председатель Кировского областного суда, председатель совета судей Кировской области
- Мартынов Сергей Васильевич — председатель Арбитражного суда Кировской области
- Молчанов Артём Владимирович — мэр города Ярославль
- Ситников Анатолий Анатольевич — заместитель начальника УМВД России по Кировской области
- Финченко Максим Сергеевич — председатель Избирательной комиссии Кировской области
- Ардышев Михаил Владимирович — руководитель Территориального органа Федеральной службы государственной статистики по Кировской области (Кировстат).
- Береснев Роман Александрович — председатель Законодательного Собрания Кировской области
- Епихин Александр Юрьевич — доктор юридических наук, профессор КФУ
- Благодир Алла Леонтьевна — доктор юридических наук, профессор МГЮА